# Reboleiro
Reboleiro is een plaats (freguesia) in de Portugese gemeente Trancoso en telt 304 inwoners (2001).